# Eva Calvo
Eva Calvo, född den 29 juli 1991 i Madrid, är en spansk taekwondoutövare.
Hon tog OS-silver i fjäderviktsklassen i samband med de olympiska taekwondotävlingarna 2016 i Rio de Janeiro..